# Zeranol
Zeranol (INN, USAN, BAN) (tên thương hiệu Frideron, Ralabol, Ralgro, Ralone, Zerano; tên mã phát triển MK-188, P-1496), hoặc zearanol, còn được gọi là α-zearalanol hoặc đơn giản là zearalanol, là một tổng hợp không steroid estrogen của axit lacton resorcylic nhóm liên quan đến mycoestrogens tìm thấy trong nấm trong Fusarium chi và được sử dụng chủ yếu như một anabolic đại lý trong thuốc thú y.
Zeranol được phê duyệt để sử dụng làm chất kích thích tăng trưởng trong chăn nuôi, bao gồm cả bò thịt, với thương hiệu Rachero (bởi Merck Animal Health) tại Hoa Kỳ. Ở Canada, nó chỉ được chấp nhận sử dụng cho bò thịt. Ứng dụng của nó không được chấp thuận để sử dụng trong Liên minh châu Âu. Tuy nhiên, nó được bán trên thị trường dưới tên thương hiệu Ropol ở Tây Ban Nha.
Mặc dù zeranol có thể làm tăng sự phát triển tế bào ung thư trong ung thư vú đã có, tiếp xúc với chế độ ăn uống từ việc sử dụng cấy ghép chứa zeranol ở gia súc là không đáng kể bởi một số học giả. Zeranol có thể được tìm thấy như một chất gây ô nhiễm trong cây trồng bị nhiễm nấm. Nó mạnh gấp 3 đến 4 lần estrogen so với hợp chất liên quan zearalenone.